# 姚监复
姚监复（1932年10月9日—），生于南京，祖籍安徽省宿松县，中国公共知识分子，曾任国务院农村发展研究中心、中共中央农村政策研究室研究员，国务院发展研究中心农村部农业生产力研究室主任、研究员，农业部农村经济研究中心研究员，哈佛大学燕京学社协作研究员。

## 生平
1932年10月9日出生于江苏省南京市，父亲为国民党军人，母亲为小学教员。抗日战争中随父母撤退到四川、甘肃、陕西。抗战胜利后到江苏苏州。淮海战役中，时任上校的父亲参加起义。1949年后在哈尔滨工业大学读预科、本科，机械工艺系铸造工艺及设备专业，1957年毕业。
1957年毕业分配到中国农业机械化科学研究院。文革中家庭受冲击，父亲自缢，母亲在1966年“红八月”中惨死。姚本人被打成反革命分子，下放湖南西洞庭湖农场，被隔离审查、劳动改造。文革后平反。1982年被杜润生调到中共中央农村政策研究室、国务院农村发展研究中心任研究员。
1989年之后中共中央农村政策研究室、国务院农村发展研究中心被撤销。1992年任农业部农村经济研究中心任研究员，后退休。
2011年3月7日接受法国国际广播电台中文网记者肖曼采访，姚监复说央视应实况转播人大代表发言。2012年9月接受海外媒体采访时说他不相信江泽民本人有平反六四的愿望，因为江泽民本人是六四天安门事件镇压的受益者，因此不可能由江提出为六四平反。
2014年4月，姚监复因涉及高瑜曝光涉及所谓“七不讲”政策的中共中央九号文件被捕，随后姚监复以取保候审获释，但并未获得完全自由。
2023年5月3日，高瑜在北京房山随园养老中心看望姚监复，但是在二人见面谈话期间多次被养老院的一名女服务员打断。